# 10457 Suminov
10457 Suminov è un asteroide della fascia principale. Scoperto nel 1978, presenta un'orbita caratterizzata da un semiasse maggiore pari a 2,3843213 UA e da un'eccentricità di 0,2293364, inclinata di 2,38809° rispetto all'eclittica.